# Urocitellus undulatus
Urocitellus undulatus är en däggdjursart som först beskrevs av Peter Simon Pallas 1778. Den ingår i släktet Urocitellus och familjen ekorrar.

## Taxonomi
Arten har tidigare förts till släktet sislar (Spermophilus), men efter DNA-studier som visat att arterna i detta släkte var parafyletiska med avseende på präriehundar, släktet Ammospermophilus och murmeldjur, har det delats upp i flera släkten, bland annat Urocitellus.
Catalogue of Life listar sex underarter:
- Urocitellus undulatus undulatus
- Urocitellus undulatus eversmanni
- Urocitellus undulatus jacutensis
- Urocitellus undulatus menzbieri
- Urocitellus undulatus stramineus samt
- Urocitellus undulatus transbaikalicus.

## Beskrivning
Pälsen är brunockra på ovansidan med små, ljusa fläckar spridda över kroppen. Huvudet är mörkare, medan sidor och buk är ljust rödockrafärgade. Svansen är mörkgråaktig på ovansidan, ljusare på undersidan. Kroppslängden är omkring 32 cm, svanslängden omkring 16 cm.

## Ekologi
Urocitellus undulatus förekommer i halvöknar och på stäpper i anslutning till bergsskogar. Den kan också uppträda i busklandskap med ekar, Gmelina leichhardtii och sydboken Nothofagus solandri, på bergsängar samt våtmarker längs floder. Den kinesiska populationen lever i glest trädbevuxen savann och grässtäpper i anslutning till Gobiöknen. Som mest kan de gå upp till 3 100 m.
Arten bygger underjordiska bon som i lätt, sandig jord kan vara upp till 3 m djupa och omfatta gångar med en total längs på 15 m (2 m djupa respektive 5 till 7 m långa i lerjord). Ingångarna är omgivna av en jordhög upp till 40 cm hög och med en diameter på 2 m.
Födan består av gröna växter, frön och insekter. Växtfödan varierar med årstiden: På våren äter arten främst rötter och rotknölar, för att senare övergå till frön (inte minst sädesslag). De kan lägga upp stora förråd med över 6 kg frön.
Vinterdvalan tillbringas i boet och varar från september/oktober till februari/mars.
Arten blir könsmogen under det andra levnadsåret. Under våren får honan mellan 3 och 9 ungar efter 30 dygns dräktighet.. De lämnar boet för första gången vid ungefär 4 veckors ålder.

## Utbredning
Utbredningsområdet sträcker sig från Altaj och södra Sibirien till Manchuriet, Gobiöknen och nordligaste Pamir.

## Status
IUCN kategoriserar arten globalt som livskraftig, och populationen är stabil. Tidigare jagades arten edmellertid intensivt, men det förmodas ha upphört.

## Bildgalleri

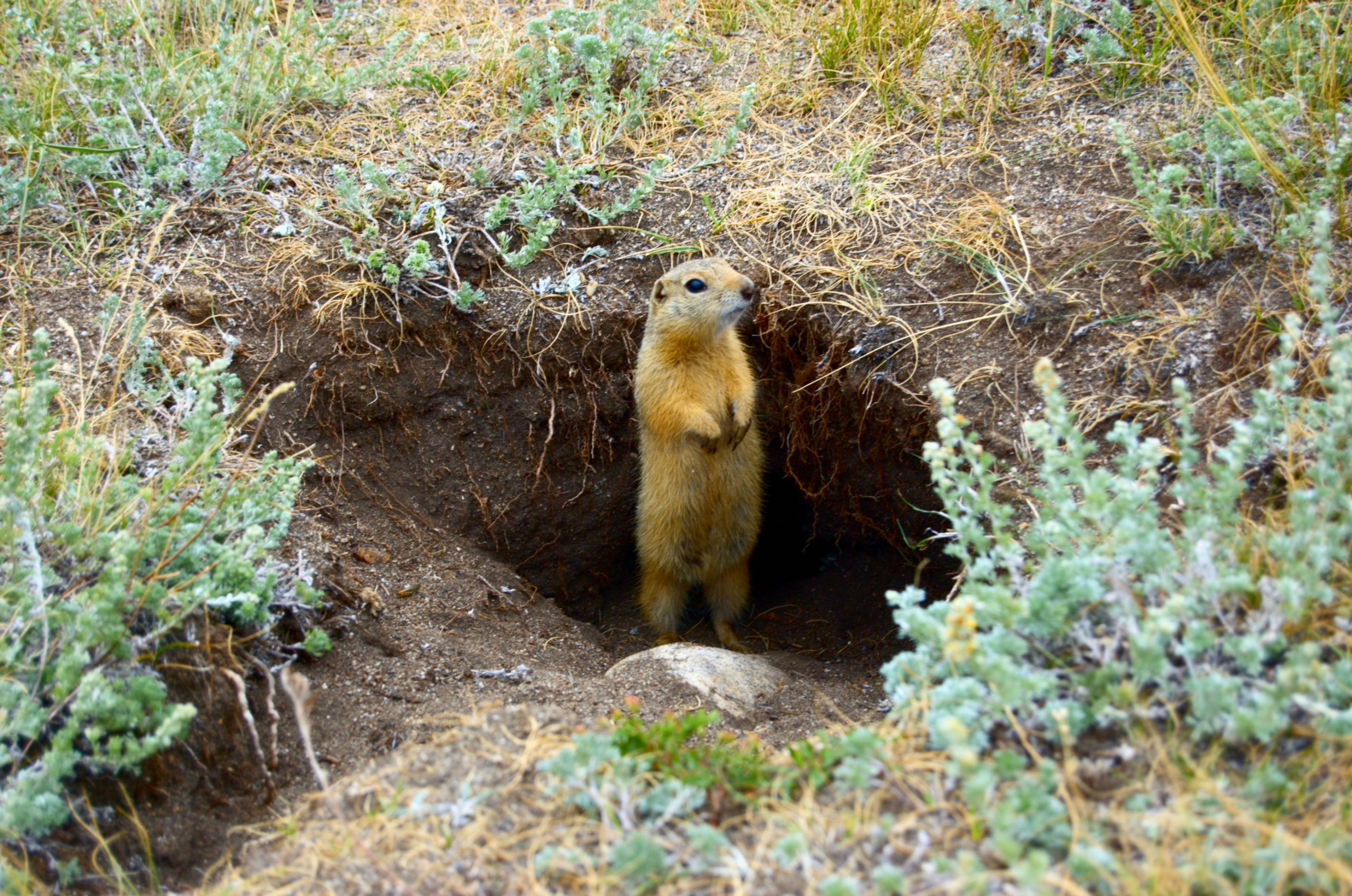
Två bilder av Urocitellus undulatus utanför bohålan.
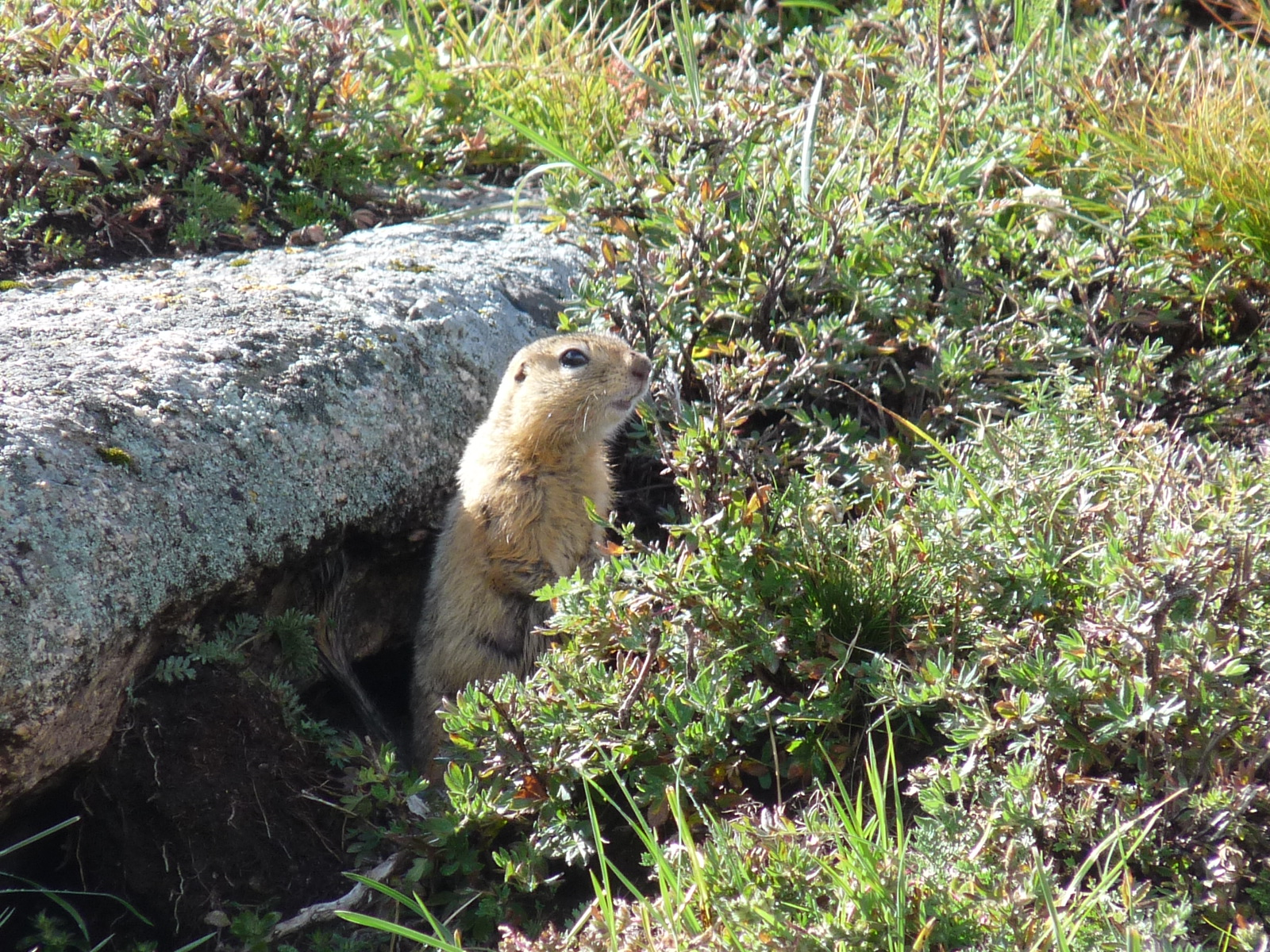